# Hemerodromia denticulata
Hemerodromia denticulata är en tvåvingeart som beskrevs av Wagner och Andersen 1995. Hemerodromia denticulata ingår i släktet Hemerodromia och familjen dansflugor.
Artens utbredningsområde är Tanzania. Inga underarter finns listade i Catalogue of Life.